# سونیک ریوالز
سونیک ریوالز یا سونیک رقبا (به انگلیسی: Sonic Rivals) یک بازی ویدئویی اکشن-مسابقه‌ای توسعه‌یافته توسط بکبون انترتینمنت و سونیک تیم آمریکا می‌باشد که در سال ۲۰۰۶ توسط سگا منتشر گردید.